# Мойсей (Мікеланджело)

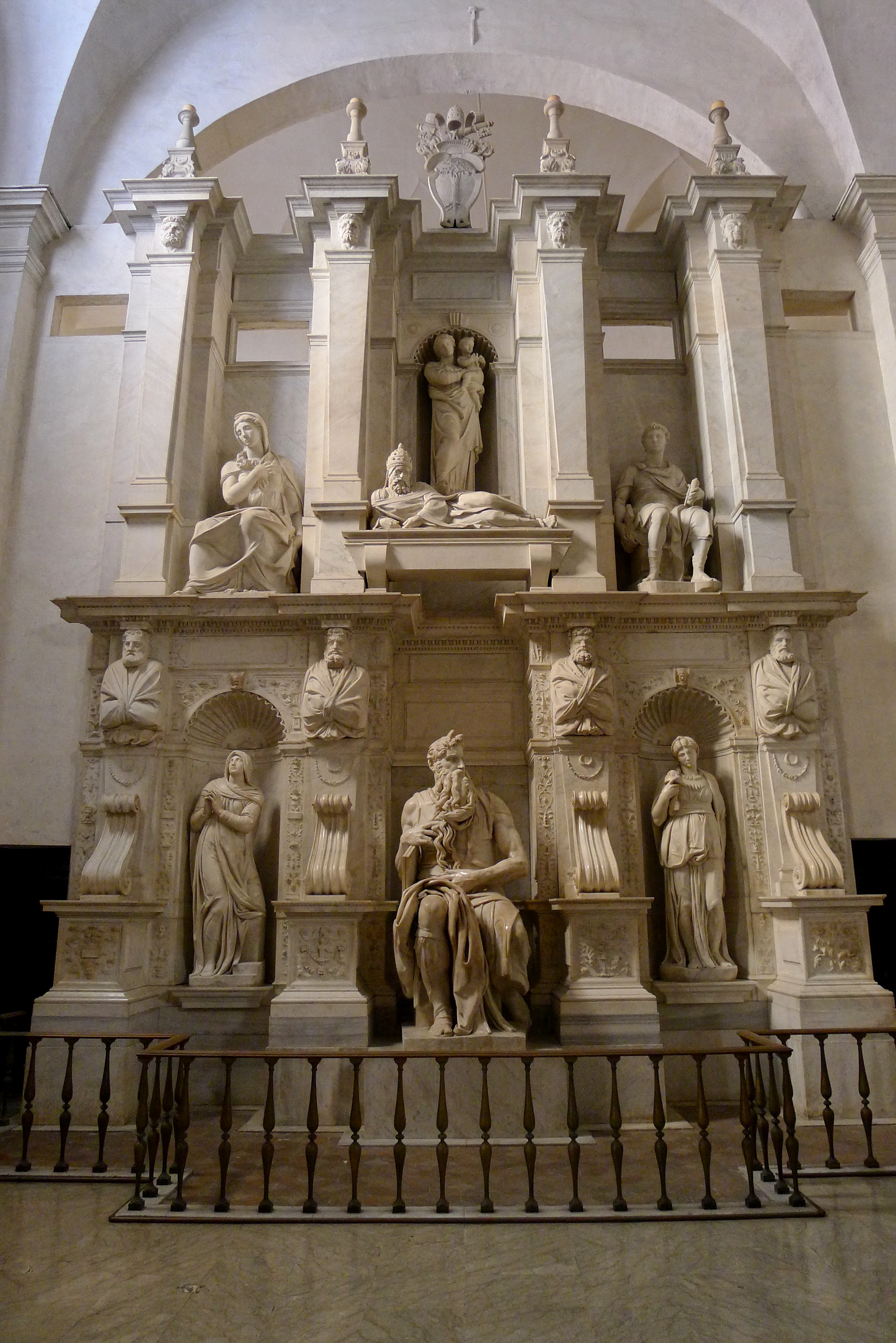
Гробниця папи Юлія ІІ

41°53′37.58″ пн. ш. 12°29′35.9″ сх. д. / 41.8937722° пн. ш. 12.493306° сх. д.
Хоч літа його гнуть у каблук

Із турботами в парі,

То в очах його все щось горить,

Мов дві блискавки в хмарі.

Хоч волосся все біле як сніг,

У старечій оздобі,

То стоять ще ті горді жмутки,

Як два роги на лобі
І. Франко, «Мойсей» (1905)
«Мойсе́й» — мармурова скульптура біблійного пророка Мойсея, створена  італійським скульптором і художником Мікеланджело Буонарроті протягом 1513 — 1515[а] рр. Первинно «Мойсей» задумувався як елемент гробниці папи Юлія II, однак, зі зменшенням кількості статуй у комплексі усипальниці, він став центром композиції.

## Опис
Погляд «Мойсея» звернений ліворуч, як і «Давидів». Права рука пророка опирається на скрижалі завіту, а ліва — перебирає пасма довгої бороди. Права частина його тіла напружена — праве плече та нога, дещо зігнута в коліні, трохи висунуті вперед, тоді як ліве плече та нога — відведені назад. Різкий рух правої ноги підкреслено перекинутою через неї драперією.
Характерною особливістю «Мойсея» є наявність «рогів» — променів світла, що було спричинено помилкою у перекладі Біблії латинською мовою (т. зв. «Вульґата»).
Цей гігант, один із пророків, втілює terribilita — «загрозливу силу».

## Інтерпретації образу
Не існує єдиного трактування образу «Мойсея» Мікеланджело. 1914 року було опубліковано есе Зиґмунда Фройда «„Мойсей“ Мікеланджело», де поза «Мойсея» відображає його обурення від побаченого поклоніння золотому тільцю:

| І сталося, коли він наблизився до табору, то побачив теля те та танці... І розпалився гнів Мойсеїв, і він кинув таблиці із рук своїх, та й розторощив їх під горою!... (2 М. 32:19) |
На думку ж таких дослідників, як Малкольм Макміллан та Пітер Свейлз, інтерпретація статуї — лють уже минула, «Мойсей» стримав її:

| І станеться, коли буде переходити слава Моя, то Я вміщу Тебе в щілині скелі, і закрию тебе рукою Своєю, аж поки Я перейду (2 М. 33:22) А здійму руку Свою, і ти побачиш Мене ззаду, а обличчя Моє не буде видиме (2 М. 33:23) |
«Усе велике в мистецтві народжується у результаті живого злиття думки і почуття тих художників, які самовіддано обстоюють передові гуманістичні ідеали... Те, що підносить «Мойсея» Мікеланджело до значення світового шедевру, що надає йому вражаючої сили і могутності, - це пластичний вираз дивовижної потуги мислення і волі, це художнє втілення біблійного, старозавітного змісту, глибинно-філософське його осмислення. Перед нами не просто біблійний Мойсей, який владно і беззастережно, долаючи страшні випробування, вів ізраїльський народ ізраїльтян через пустелю до обітованої землі Ханаанської. Перед нами образ людини великої внутрішньої сили, могутньої, мудрої, вільної, для якої весь сенс людського життя полягає у русі до досягнення ідеалу. Ніщо не може зупинити цю людину, ніякі труднощі й перепони. Він (Мойсей) дивиться у майбутнє впевнено, знаючи, що нема істинного людського існування без постійного пошуку, без постійного руху вперед, як не може бути й самого руху без великого й світлого ідеалу», - вважає Ростислав Тарасович Шмагало,  доктор мистецтвознавства, професор ЛНАМ.

## Використання образу у мистецтві
1905 року І. Франко завершив поему «Мойсей», роботу над якою він розпочав ще у 1893 році. Відомо, що у 1904 році поет поїхав до Італії, і статуя «Мойсея» роботи Мікеланджело стала для нього новим стимулом.